# Aeonium hybridum
Aeonium hybridum är en fetbladsväxtart som först beskrevs av Adrian Hardy Haworth, och fick sitt nu gällande namn av Rowley. Aeonium hybridum ingår i släktet Aeonium och familjen fetbladsväxter. Inga underarter finns listade i Catalogue of Life.